# Pseudorus mexicanus
Pseudorus mexicanus là một loài ruồi trong họ Asilidae. Pseudorus mexicanus được Bromley miêu tả năm 1951. Loài này phân bố ở vùng Tân nhiệt đới.